# Antonio Rebollo
Antonio Rebollo Liñán (Madrid, 19 de junho de 1955) é um arqueiro espanhol paralímpico, medalhista olímpico.

## Carreira
Antonio Rebollo representou seu país nos Jogos Paralímpicos em 1984, 1988 a 1992, ganhando duas pratas e um bronze. 
Rebollo é conhecido por acender a tocha olímpica em Barcelona 1992, a tocha foi conduzida por grandes atletas espanhóis, até chegar a flecha de Antonio Rebollo, o arqueiro lançou o fogo até a pira, recebendo grande aclamação, no ápice da cerimônia.